# آرش دادگر

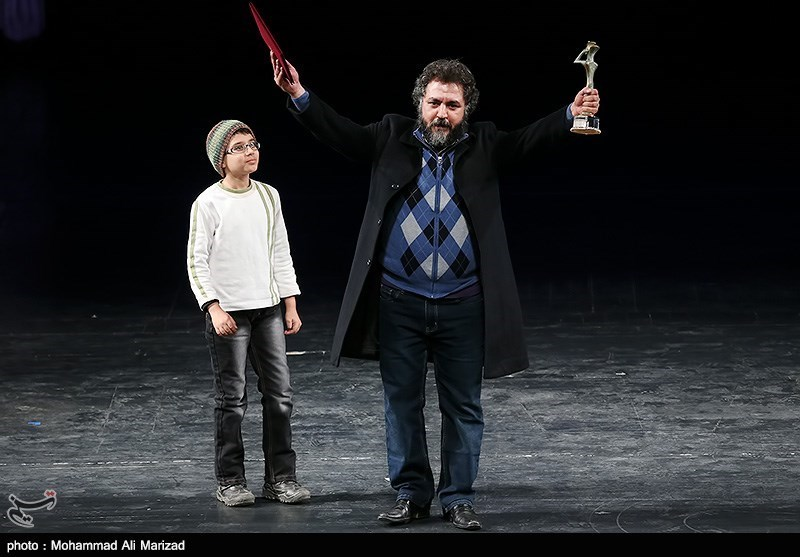
اختتامیه جشنواره تئاتر فجر 1392
عکاس: محمد علی مریزاد

آرش دادگر (۲۶ آبان ۱۳۵۲ در شیراز) کارگردان ، بازیگر ، نمایش پرداز تئاتر و مدرس دانشگاه ایرانی است. وی همچنین عضو هیئت مدیره نخستین انجمن صنفی سراسری کارگردانان تئاتر ایران است.

## تحصیلات
کارشناسی نمایش با گرایش بازیگری از دانشگاه آزاد اسلامی واحد تهران مرکزی؛ در سال ۱۳۷۶ و کارشناسی ارشد کارگردانی از دانشگاه تربیت مدرس در سال ۱۳۸۱.

## گروه تئاتر کوانتوم
وی موسس گروه تئاتر کوانتوم است که در سال 1380 تاسیس شد، گروه کوانتوم از برترین گروه های نمایشی تئاتر ایران در دو دهه اخیر محسوب می شود که تولیدات آن تمرکزی بر دراماتورژی، بازخوانی و اجرای متون کلاسیک ادبیات نمایشی به شیوه مدرن دارد.

## کارگردانی
آرش دادگر در مقام کارگردان تاکنون نمایش‌های متعددی را به روی صحنه برده‌است که از آن جمله می‌توان به نمایش‌های زیر اشاره کرد.
- آژاکس
- الفبای ضربه ها
- مکبث
- کالون و قیام کاستلیون
- صبحانه برای ایکاروس [۲]
- شاه لیر [۳]
- ده دقیقه
- حریم
- بازگشت افتخارآمیز مردان جنگ
- طوفان [۴]
- هملت
- اودیسه
- اسب
- او
- اودیسه 2020
- پیش از کشتن (پردیس شهرزاد)
- فریز مکبث فریز
- الف مثله عبد

## جوایز و افتخارات
- جایزه بزرگ سی و دومین جشنواره تئاتر فجر برای نمایش "هملت"؛ 1392
- تندیس بهترین کارگردانی سی و دومین جشنواره تئاتر فجر برای نمایش "هملت"؛ 1392
- تندیس بهترین طراحی صحنه سی و دومین جشنواره تئاتر فجر برای نمایش "هملت"؛ 1392
- تندیس بهترین کارگردانی سیزدهمین جشنواره تئاتر مقاومت برای نمایش "بازگشت افتخار آمیز مردان جنگ" ؛ 1390
- تقدیر بهترین کارگردانی سی امین جشنواره تئاتر فجر برای نمایش"بازگشت افتخار آمیز مردان جنگ"  ؛ 1390
- دیپلم افتخار و جایزه اول طرح برتر خیابانی هشتمین جشنواره تئاتر ماه؛ 1390

## پوستر آثار

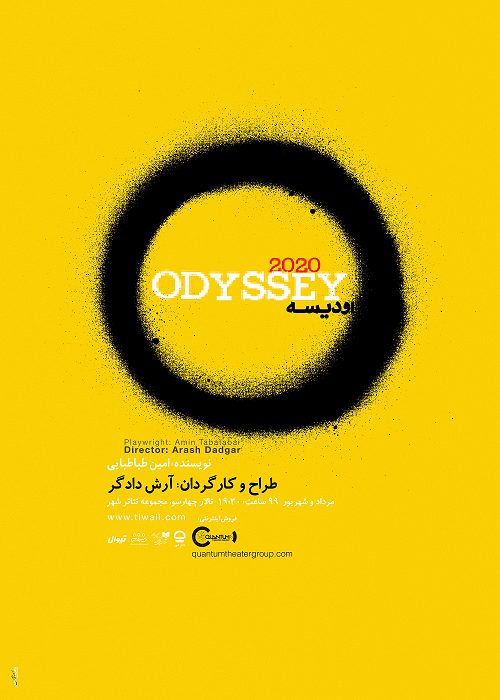
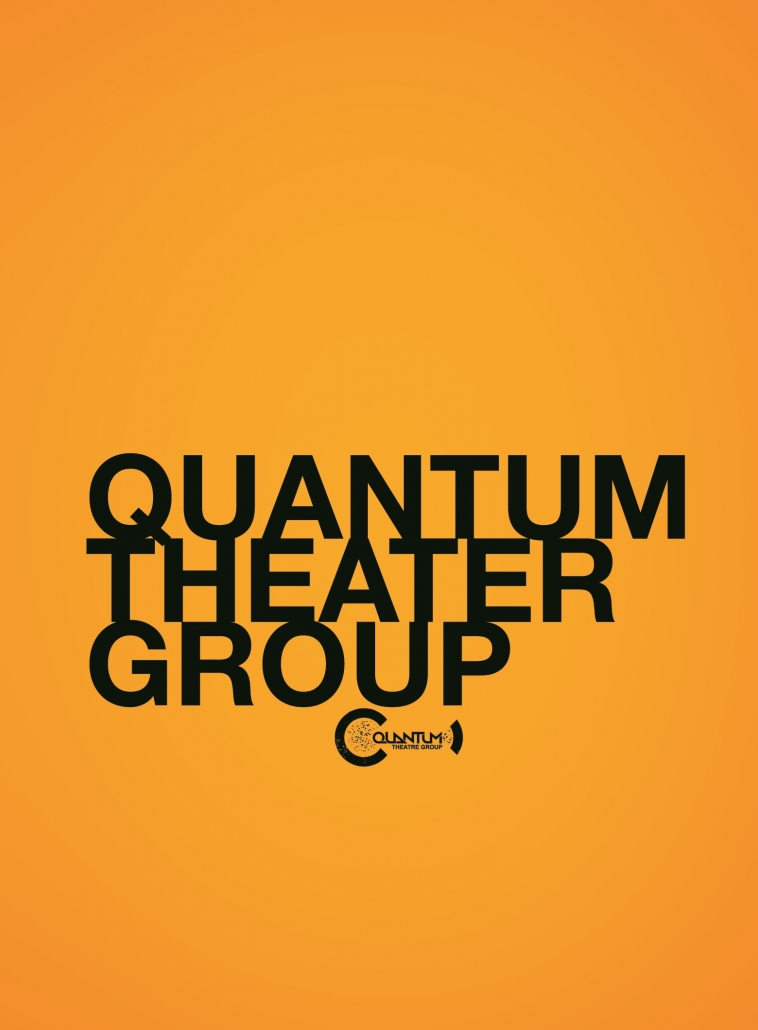